# Sydow (ród)

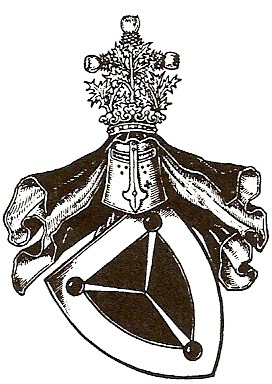
Herb rodu von Sydow

Von Sydow - ród szlachecki znany w Brandenburgii (1259), w Nowej Marchii od 1272 r., osiadły w ziemi chojeńskiej i mieszkowickiej (Boleszkowice 1325, Krzymów, Zielin, Czachów 1330, Wierzchlas, Wysoka 1333, Sitno 1352, Brwice 1373, Dobropole 1444, Stołeczna, Gogolice 1460, Mieszkowice, Kurzycko 1466, Goszków 1472, Troszyn, Wicin, Góralice 1495) oraz gorzowskiej (Wysoka 1333, Kamień Wielki 1337).